# La Neuville-aux-Bois
La Neuville-aux-Bois  ist eine französische Gemeinde mit 138 Einwohnern (Stand 1. Januar 2022) im Département Marne in der Region Grand Est. Sie gehört zum Arrondissement Châlons-en-Champagne und zum Kanton Argonne Suippe et Vesle.

## Geografie
Die Gemeinde La Neuville-aux-Bois liegt an der Ante, etwa 35 Kilometer östlich von Châlons-en-Champagne am Südwestrand der Argonnen Umgeben wird La Neuville-aux-Bois von den Nachbargemeinden Le Vieil-Dampierre im Norden und Osten, Les Charmontois und Le Châtelier im Südosten, Givry-en-Argonne im Süden, Remicourt im Südwesten sowie Épense im Westen und Nordwesten.

## Bevölkerungsentwicklung
| Jahr      | 1962 | 1968 | 1975 | 1982 | 1990 | 1999 | 2009 | 2018 |
| Einwohner | 183  | 183  | 190  | 172  | 188  | 162  | 152  | 141  |

## Sehenswürdigkeiten
- Kirche Saint-Remi (11. Jahrhundert)

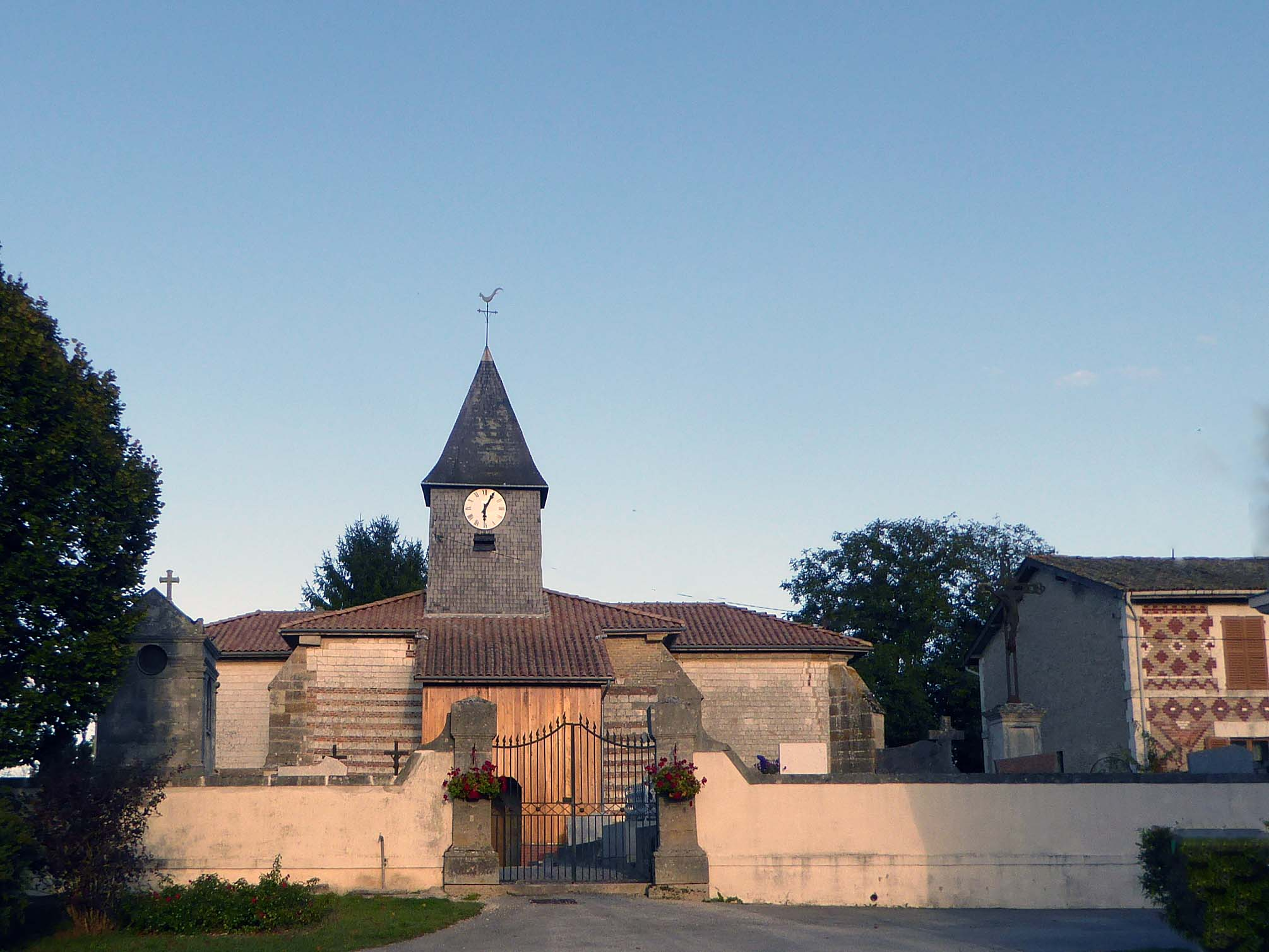
Kirche Saint-Remi

- Lavoir